# إمارة صربيا (العصور الوسطى الباكرة)
كانت إمارة صربيا واحدة من الولايات الصربية في العصور الوسطى المبكرة الواقعة في الأقاليم الغربية لجنوب شرق أوروبا. استمرت الولاية منذ القرن الثامن حتى أعوام 969-971 تقريبًا وحُكمت من قبل سلالة فلاستيميروفيتش. عُرف حاكمها الأول باسم فيسيسلاف الذي بدأ حكمه نحو عام 780. في عام 822، قيل إن الصرب حكموا «الجزء الأكبر من دالماتيا»، في حين أنه في ذلك الوقت، ابتداءًا من العام 681، استولت الإمبراطورية البلغارية على أراض نحو الشرق استعدادًا لغزو صربيا. هزم فلاستيمير الجيش البلغاري في حرب استمرت لثلاث سنوات (839-842)، وعاشت القوتان بسلام لعدة عقود. نجح أبناء فلاستيمير الثلاثة في حكم صربيا معًا، ولو أنهم لم يحكموها لمدة طويلة، أصبحت صربيا جزءًا رئيسيًا في الصراع على السلطة بين البيزنطيين والبلغاريين (تحالفت في الغالب مع البيزنطيين)، الأمر الذي نجم عنه حروب سلالية كبيرة لمدة ثلاثة عقود. بعد فترة قصيرة احتل الجيش البلغاري الأجزاء الوسطى من الإمارة لمدة ثلاثة أعوام (924-927)، حتى تمكن الأمير الصربي كاسلاف من تحرير الأراضي وتوحيد عدة أقاليم صربية، ليصبح أقوى حكام سلالة فلاستيميروفيتش. كانت إحدى العمليات الهامة خلال هذه الفترة تنصير الصرب وجعل المسيحية دين الدولة نحو عام 869 تقريبًا، وتأسيس أبرشية راس، أول أبرشية صربية (أسقفية). ضم البيزنطيون الإمارة بين عامي 969-971 تقريبًا وحُكمت على أنها كتبانة راس. دونت المعلومات الرئيسية لتاريخ الإمارة وسلالة فلاستيميروفيتش في العمل التاريخي المعاصر حول حُكم الإمبراطورية (كتب بين عامي 950-960 تقريبًا). 

## الخلفية
استقر السلاف (سكلافينوي) في البلقان في القرن السادس. دون تاريخ الإمارة الصربية في العصور الوسطى وسلالة فلاستيميروفيتش في كتاب حول حكم الإمبراطورية، الذي جمّع من قبل الإمبراطور البيزنطي قسنطنطين السابع بورفروجنيتوس (حكم منذ عام 913 حتى عام 953). يذكر الكتاب الحاكم الصربي الأول بدون اسم (يُعرف تقليديًا باسم «الأرخون المجهول») الذي قاد الصرب إلى جنوب شرق أوروبا ونال الحماية من الإمبراطور هيراكليوس (حكم منذ عام 610 حتى عام 641)، وقبل أنه توفي قبل فترة طويلة من الغزو البلغاري (680). كان الحاكم الصربي يلقب ب«أمير (أرخون) صربيا». يذكر كتاب حول حكم الإمبراطورية أن هذا الحاكم كان يُرث من قبل الابن، أي الابن البكر. وبحسب بعض الكتاب الصرب، خلَفه نسله، غير أن أسماءهم غير معروفة حتى مجيء فيسيسلاف. ومع ذلك، فمن المحتمل جدًا أن المحاولات التي قام بها جوبان حاكم تلو الآخر لإخضاع جيرانه أدت إلى العديد من النزاعات، وأدت تقاليد السلافيين الأوائل، التي من خلالها خلف الحاكم أكبر أقربائه وليس بالضرورة ابنه، إلى المزيد من النزاعات. 

## فيسيسلاف ورادوسلاف وبروسيجوي (نحو 780-830)
يكاد يكون وقت وظروف أول ثلاثة حكام صرب غير معروفين. كانت فيسيسلاف التي بدأ حكمها نحو عام 780 أول سلالة معروفة بالاسم، وكانت معاصرة لشارلمان (768-814). كانت راس، في راسكا، أول عاصمة للصرب. نُظم الصرب في تلك الفترة في جوبا، اتحاد من التجمعات القروية (تعادل مقاطعة تقريبًا)، يترأسها جوبان (قاضي أو حاكم) محلي، كانت الحاكمية وراثية، وكان الجوبان يبلغون الأمير الصربي الذي كانوا مرغمين على مساعدته في الحرب. بحسب كتاب حول إدارة الإمبراطورية، ضمت «صربيا المعمدة» (عُرفت بشكل خاطئ في التأريخ باسم راسكا) المدن المأهولة ديستينيكون تزيرنابوسكي وميغيريتوس ودريسنايك وليسنيك وسالينيس، في حين ضمت «الأرض الصغيرة» للبوسنة، وهي جزء من صربيا، مدن كاتارا وديسنيك. وشملت الأراضي الأخرى المأهولة من قبل الصرب (أو الإمارات) المذكورة «بلدان» باغانيجا وزاهوملي وترافونيجا، في حين احتل البيزنطيون «أرض» دوكليا (التي يفترض أنه جرت تسويتها مع الصرب أيضًا).